# Antun Mitrović
Antun (Tonči) Mitrović (Split, 24. ožujka 1920. – Zagreb, 4. lipnja 1996.), splitski jedriličar, član JK Mornar i neko vrijeme njegov predsjednik, dugogodišnji kormilar krstaša Podgorka. Godine 1975. Podgorka je, pod vodstvom Tonča Mitrovića postavila rekord Mrdujske regate koji je 33 godine ostao neoboren. Stalni sudionik na Transjadranskim regatama (u to je vrijeme Podgorka nosila naslov najbržeg krstaša na Jadranu), trener jedriličarskog tima na XX. Olimpijskim igrama u Münchenu 1972. godine (Kiel). Bio je i predsjednik Jedriličarskog saveza. Uveo klasu Optimist u naše prostore, te se njemu u čast svake godine u Splitu održava jedriličarsko natjecanje pod nazivom Memorijal Tonča Mitrovića u toj klasi.